# Административно-территориальное деление Тюменской области

Тюменская область с Ханты-Мансийским и Ямало-Ненецким автономными округами на карте России

Административно-территориальное устройство Тюменской области — деление территории области на определённые части — административно-территориальные и муниципальные образования с целью оптимальной организации государственного управления и местного самоуправления.

## Административно-территориальное устройство

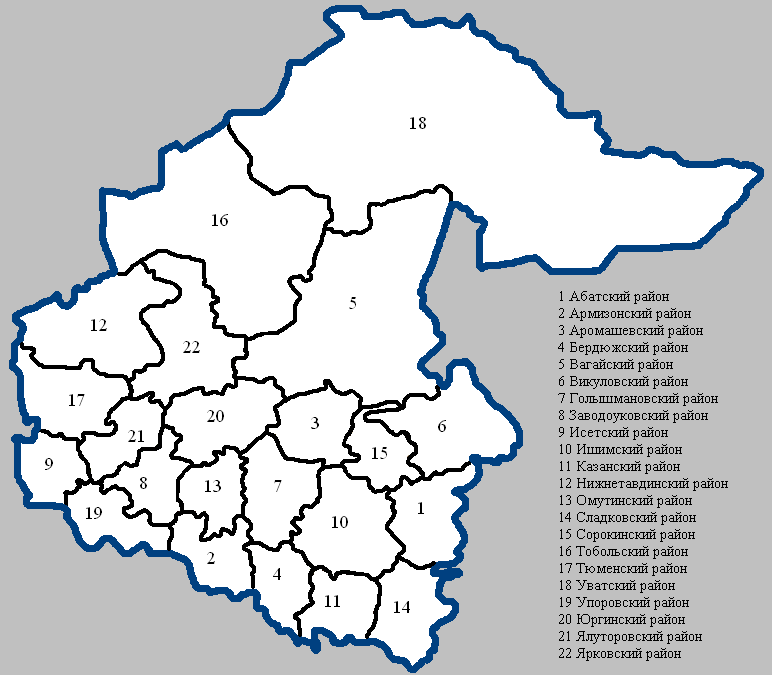
Районы Тюменской области (без автономных округов)

Согласно Закону «Об административно-территориальном устройстве Тюменской области», субъект РФ включает:
- Ханты-Мансийский автономный округ — Югра и Ямало-Ненецкий автономный округ (которые в свою очередь также являются равноправными субъектами Российской Федерации и которые самостоятельно решают вопросы административно-территориального устройства на своей территории);
- административно-территориальные образования области (без учёта автономных округов):
  - 5 городов (областного значения);
  - 22 района, в том числе:
    - 292 сельских округа.

Административным центром Тюменской области является город Тюмень.

### Города и районы
| Города |                       |         |                       |
| 1      | город Тюмень          | 872 077 | город Тюмень          |
| 2      | город Заводоуковск    | 27 100  | город Заводоуковск    |
| 3      | город Ишим            | 67 345  | город Ишим            |
| 4      | город Тобольск        | 102 733 | город Тобольск        |
| 5      | город Ялуторовск      | 38 824  | город Ялуторовск      |
| Районы |                       |         |                       |
| 1      | Абатский район        | 18 783  | село Абатское         |
| 2      | Армизонский район     | 9353    | село Армизонское      |
| 3      | Аромашевский район    | 10 350  | село Аромашево        |
| 4      | Бердюжский район      | 10 877  | село Бердюжье         |
| 5      | Вагайский район       | 17 943  | село Вагай            |
| 6      | Викуловский район     | 15 082  | село Викулово         |
| 7      | Голышмановский район  | 23 634  | поселок Голышманово   |
| 8      | Заводоуковский район  | 20 526  | город Заводоуковск    |
| 9      | Исетский район        | 26 154  | село Исетское         |
| 10     | Ишимский район        | 28 780  | город Ишим            |
| 11     | Казанский район       | 20 181  | село Казанское        |
| 12     | Нижнетавдинский район | 26 968  | село Нижняя Тавда     |
| 13     | Омутинский район      | 18 657  | село Омутинское       |
| 14     | Сладковский район     | 10 993  | село Сладково         |
| 15     | Сорокинский район     | 9542    | село Большое Сорокино |
| 16     | Тобольский район      | 22 133  | город Тобольск        |
| 17     | Тюменский район       | 146 134 | город Тюмень          |
| 18     | Уватский район        | 18 686  | село Уват             |
| 19     | Упоровский район      | 19 475  | село Упорово          |
| 20     | Юргинский район       | 11 244  | село Юргинское        |
| 21     | Ялуторовский район    | 15 970  | город Ялуторовск      |
| 22     | Ярковский район       | 23 295  | село Ярково           |

## Муниципальное устройство
В рамках муниципального устройства области, в границах административно-территориальных образований области были образованы 302 муниципальных образования (без автономных округов):
- 6 городских округов,
- 20 муниципальных районов,
  - 276 сельских поселений.

### Городские округа и муниципальные районы
| №                    | Название              | Флаг | Герб | Площадь  | Население, чел. | Административный центр      |
| -------------------- | --------------------- | ---- | ---- | -------- | --------------- | --------------------------- |
| Городские округа     |                       |      |      |          |                 |                             |
| 1                    | город Тюмень          |      |      | 470,1    | ↗872 077        | город Тюмень                |
| 2                    | Голышмановский        |      |      | 4 085,0  | ↘23 634         | рабочий посёлок Голышманово |
| 3                    | Заводоуковский        |      |      | 2 996,0  | →47 626         | город Заводоуковск          |
| 4                    | город Ишим            |      |      | 46,1     | ↘67 345         | город Ишим                  |
| 5                    | город Тобольск        |      |      | 222,0    | ↘102 733        | город Тобольск              |
| 6                    | город Ялуторовск      |      |      | 51,9     | ↘38 824         | город Ялуторовск            |
| Муниципальные районы |                       |      |      |          |                 |                             |
| 1                    | Абатский район        |      |      | 4 080,4  | ↘18 783         | село Абатское               |
| 2                    | Армизонский район     |      |      | 3 109,0  | ↘9353           | село Армизонское            |
| 3                    | Аромашевский район    |      |      | 3 446,4  | ↘10 350         | село Аромашево              |
| 4                    | Бердюжский район      |      |      | 2 828,9  | ↘10 877         | село Бердюжье               |
| 5                    | Вагайский район       |      |      | 18 400   | ↘17 943         | село Вагай                  |
| 6                    | Викуловский район     |      |      | 5 798,9  | ↘15 082         | село Викулово               |
| 7                    | Исетский район        |      |      | 2 751,2  | ↗26 154         | село Исетское               |
| 8                    | Ишимский район        |      |      | 5 443,9  | ↗28 780         | город Ишим                  |
| 9                    | Казанский район       |      |      | 3 094,5  | ↘20 181         | село Казанское              |
| 10                   | Нижнетавдинский район |      |      | 7 356,5  | ↗26 968         | село Нижняя Тавда           |
| 11                   | Омутинский район      |      |      | 2 828,1  | ↗18 657         | село Омутинское             |
| 12                   | Сладковский район     |      |      | 4 022,8  | ↗10 993         | село Сладково               |
| 13                   | Сорокинский район     |      |      | 2 701,2  | ↗9542           | село Большое Сорокино       |
| 14                   | Тобольский район      |      |      | 17 221,5 | ↗22 133         | город Тобольск              |
| 15                   | Тюменский район       |      |      | 3 689,4  | ↗146 134        | город Тюмень                |
| 16                   | Уватский район        |      |      | 48 320,9 | ↘18 686         | село Уват                   |
| 17                   | Упоровский район      |      |      | 3 007,7  | ↘19 475         | село Упорово                |
| 18                   | Юргинский район       |      |      | 4 408,5  | ↗11 244         | село Юргинское              |
| 19                   | Ялуторовский район    |      |      | 2 947,4  | ↗15 970         | город Ялуторовск            |
| 20                   | Ярковский район       |      |      | 6 656,8  | ↗23 295         | село Ярково                 |

## Сельские поселения
Сельским округам соответствуют сельские поселения, перечень которых приведен ниже по районам области

### Абатский район
Административный центр — село Абатское
- Сельские поселения:
  - Абатское сельское поселение
  - Банниковское сельское поселение
  - Болдыревское сельское поселение
  - Коневское сельское поселение
  - Ленинское сельское поселение
  - Майское сельское поселение
  - Назаровское сельское поселение
  - Ощепковское сельское поселение
  - Партизанское сельское поселение
  - Тушнолобовское сельское поселение
  - Шевыринское сельское поселение

### Армизонский район
Административный центр — село Армизонское
- Сельские поселения:
  - Армизонское сельское поселение
  - Ивановское сельское поселение
  - Калмакское сельское поселение
  - Капралихинское сельское поселение
  - Красноорловское сельское поселение
  - Орловское сельское поселение
  - Прохоровское сельское поселение
  - Раздольское сельское поселение
  - Южно-Дубровинское сельское поселение

### Аромашевский район
Административный центр — село Аромашево
- Сельские поселения:
  - Аромашевское сельское поселение
  - Кармацкое сельское поселение
  - Кротовское сельское поселение
  - Малиновское сельское поселение
  - Малоскарединское сельское поселение
  - Новоберёзовское сельское поселение
  - Новопетровское сельское поселение
  - Русаковское сельское поселение
  - Слободчиковское сельское поселение
  - Сорочкинское сельское поселение
  - Юрминское сельское поселение

### Бердюжский район
Административный центр — село Бердюжье
- Сельские поселения:
  - Бердюжское сельское поселение
  - Зарословское сельское поселение
  - Истошинское сельское поселение
  - Мелехинское сельское поселение
  - Окуневское сельское поселение
  - Пегановское сельское поселение
  - Полозаозерское сельское поселение
  - Рямовское сельское поселение
  - Уктузское сельское поселение

### Вагайский район
Административный центр — село Вагай
- Сельские поселения:
  - Аксурское сельское поселение
  - Бегишевское сельское поселение
  - Вершинское сельское поселение
  - Дубровинское сельское поселение
  - Зареченское сельское поселение
  - Казанское сельское поселение
  - Карагайское сельское поселение
  - Касьяновское сельское поселение
  - Куларовское сельское поселение
  - Первовагайское сельское поселение
  - Первомайское сельское поселение
  - Птицкое сельское поселение
  - Супринское сельское поселение
  - Тукузское сельское поселение
  - Ушаковское сельское поселение
  - Фатеевское сельское поселение
  - Черноковское сельское поселение
  - Шестовское сельское поселение
  - Шишкинское сельское поселение

### Викуловский район
Административный центр — село Викулово
- Сельские поселения:
  - Балаганское сельское поселение
  - Березинское сельское поселение
  - Викуловское сельское поселение
  - Ермаковское сельское поселение
  - Калининское сельское поселение
  - Каргалинское сельское поселение
  - Коточиговское сельское поселение
  - Нововяткинское сельское поселение
  - Озёрнинское сельское поселение
  - Поддубровинское сельское поселение
  - Рябовское сельское поселение
  - Сартамское сельское поселение
  - Скрипкинское сельское поселение
  - Чуртанское сельское поселение

### Голышмановский район
Административный центр — рабочий поселок Голышманово
Законом Тюменской области от 20 сентября 2018 года № 69 «О преобразовании сельских поселений, входящих в состав Голышмановского муниципального района Тюменской области, и внесении изменений в отдельные законы Тюменской области» в границах Голышмановского района образовано муниципальное образование Голышмановский городской округ. Административно-территориальное образование Голышмановский район сохранило свой статус (сельские округа в его составе упразднены). 

### Заводоуковский район
Административный центр — город Заводоуковск
Законом Тюменской области от 5 ноября 2004 года № 263 «Об установлении границ муниципальных образований Тюменской области и наделении их статусом муниципального района, городского округа и сельского поселения» в границах Заводоуковского района образовано муниципальное образование — Заводоуковский городской округ. Административно-территориальное образование Заводоуковский район сохранило свой статус.

### Исетский район
Административный центр — село Исетское
- Сельские поселения:
  - Архангельское сельское поселение
  - Бархатовское сельское поселение
  - Бобылевское сельское поселение
  - Верхнебешкильское сельское поселение
  - Верхнеингальское сельское поселение
  - Денисовское сельское поселение
  - Исетское сельское поселение
  - Кировское сельское поселение
  - Коммунаровское сельское поселение
  - Красновское сельское поселение
  - Мининское сельское поселение
  - Рассветовское сельское поселение
  - Рафайловское сельское поселение
  - Слободобешкильское сельское поселение
  - Солобоевское сельское поселение
  - Шороховское сельское поселение

### Ишимский район
Административный центр — город Ишим
- Сельские поселения:
  - Боровское сельское поселение
  - Бутусовское сельское поселение
  - Второпесьяновское сельское поселение
  - Гагаринское сельское поселение
  - Десятовское сельское поселение
  - Дымковское сельское поселение
  - Карасульское сельское поселение
  - Клепиковское сельское поселение
  - Ларихинское сельское поселение
  - Мизоновское сельское поселение
  - Неволинское сельское поселение
  - Новолоктинское сельское поселение
  - Новотравнинское сельское поселение
  - Пахомовское сельское поселение
  - Первопесьяновское сельское поселение
  - Плешковское сельское поселение
  - Прокуткинское сельское поселение
  - Равнецкое сельское поселение
  - Стрехнинское сельское поселение
  - Тоболовское сельское поселение
  - Черемшанское сельское поселение
  - Шаблыкинское сельское поселение

### Казанский район
Административный центр — село Казанское
- Сельские поселения:
  - Афонькинское сельское поселение
  - Большеченчерское сельское поселение
  - Большеярковское сельское поселение
  - Гагарьевское сельское поселение
  - Дубынское сельское поселение
  - Ильинское сельское поселение
  - Казанское сельское поселение
  - Огнёвское сельское поселение
  - Пешневское сельское поселение
  - Смирновское сельское поселение
  - Челюскинское сельское поселение
  - Чирковское сельское поселение
  - Яровское сельское поселение

Законом Тюменской области от 25 мая 2017 года № 24, 25 мая 2017 года были преобразованы, путём их объединения, Казанское и Новоселезневское сельские поселения — в Казанское сельское поселение с административным центром в селе Казанское.

### Нижнетавдинский район
Административный центр — село Нижняя Тавда
- Сельские поселения:
  - Андрюшинское сельское поселение
  - Антипинское сельское поселение
  - Берёзовское сельское поселение
  - Бухтальское сельское поселение
  - Велижанское сельское поселение
  - Искинское сельское поселение
  - Канашское сельское поселение
  - Ключевское сельское поселение
  - Миясское сельское поселение
  - Нижнетавдинское сельское поселение
  - Новоникольское сельское поселение
  - Новотроицкое сельское поселение
  - Тавдинское сельское поселение
  - Тарманское сельское поселение
  - Тюневское сельское поселение
  - Черепановское сельское поселение
  - Чугунаевское сельское поселение

### Омутинский район
Административный центр — село Омутинское
- Сельские поселения:
  - Большекрасноярское сельское поселение
  - Вагайское сельское поселение
  - Журавлевское сельское поселение
  - Окуневское сельское поселение
  - Омутинское сельское поселение
  - Ситниковское сельское поселение
  - Шабановское сельское поселение
  - Южно-Плетневское сельское поселение

### Сладковский район
Административный центр — село Сладково
- Сельские поселения:
  - Александровское сельское поселение
  - Лопазновское сельское поселение
  - Майское сельское поселение
  - Маслянское сельское поселение
  - Менжинское сельское поселение
  - Никулинское сельское поселение
  - Новоандреевское сельское поселение
  - Сладковское сельское поселение
  - Степновское сельское поселение
  - Усовское сельское поселение

### Сорокинский район
Административный центр — село Большое Сорокино
- Сельские поселения:
  - Александровское сельское поселение
  - Ворсихинское сельское поселение
  - Готопутовское сельское поселение
  - Знаменщиковское сельское поселение
  - Пинигинское сельское поселение
  - Покровское сельское поселение
  - Сорокинское сельское поселение

### Тобольский район
Административный центр — город Тобольск
- Сельские поселения:
  - Абалакское сельское поселение
  - Ачирское сельское поселение
  - Байкаловское сельское поселение
  - Башковское сельское поселение
  - Булашовское сельское поселение
  - Верхнеаремзянское сельское поселение
  - Ворогушинское сельское поселение
  - Дегтяревское сельское поселение
  - Ермаковское сельское поселение
  - Загваздинское сельское поселение
  - Карачинское сельское поселение
  - Кутарбитское сельское поселение
  - Лайтамакское сельское поселение
  - Малозоркальцевское сельское поселение
  - Надцынское сельское поселение
  - Овсянниковское сельское поселение
  - Полуяновское сельское поселение
  - Прииртышское сельское поселение
  - Санниковское сельское поселение
  - Сетовское сельское поселение
  - Ушаровское сельское поселение
  - Хмелевское сельское поселение

### Тюменский район
Административный центр — город Тюмень
- Сельские поселения:
  - муниципальное образование посёлок Андреевский
  - муниципальное образование посёлок Боровский
  - Богандинское муниципальное образование
  - Винзилинское муниципальное образование
  - Горьковское муниципальное образование
  - Ембаевское муниципальное образование
  - Каменское муниципальное образование
  - Каскаринское муниципальное образование
  - Кулаковское муниципальное образование
  - Мальковское муниципальное образование
  - Московское муниципальное образование
  - Муллашинское муниципальное образование
  - Наримановское муниципальное образование
  - Новотарманское муниципальное образование
  - Онохинское муниципальное образование
  - Переваловское муниципальное образование
  - Салаирское муниципальное образование
  - Успенское муниципальное образование
  - Червишевское муниципальное образование
  - Чикчинское муниципальное образование

Законом Тюменской области от 1 июня 2015 года № 56, муниципальное образование рабочий посёлок Богандинский и Княжевское муниципальное образование были преобразованы, путём их объединения, в Богандинское муниципальное образование, наделённое статусом сельского поселения, с административным центром в рабочем посёлке Богандинский.
Законом Тюменской области от 19 апреля 2019 года № 29, Борковское, Созоновское и Каскаринское муниципальные образования были преобразованы, путём их объединения, в Каскаринское муниципальное образование, со статусом сельского поселения, с административным центром в селе Каскара.
Законом Тюменской области от 19 апреля 2019 года № 30, муниципальное образование посёлок Винзили и Нижнепышминское муниципальное образование были преобразованы, путём их объединения, в Винзилинское муниципальное образование, со статусом сельского поселения, с административным центром в рабочем посёлке Винзили.

### Уватский район
Административный центр — село Уват
- Сельские поселения:
  - Алымское сельское поселение
  - Горнослинкинское сельское поселение
  - Демьянское сельское поселение
  - Ивановское сельское поселение
  - Красноярское сельское поселение
  - Осинниковское сельское поселение
  - Соровое сельское поселение
  - Тугаловское сельское поселение
  - Туртасское сельское поселение
  - Уватское сельское поселение
  - Укинское сельское поселение
  - Юровское сельское поселение

### Упоровский район
Административный центр — село Упорово
- Сельские поселения:
  - Буньковское сельское поселение
  - Бызовское сельское поселение
  - Видоновское сельское поселение
  - Емуртлинское сельское поселение
  - Ингалинское сельское поселение
  - Коркинское сельское поселение
  - Крашенининское сельское поселение
  - Липихинское сельское поселение
  - Нижнеманайское сельское поселение
  - Пятковское сельское поселение
  - Скородумское сельское поселение
  - Суерское сельское поселение
  - Упоровское сельское поселение
  - Чернаковское сельское поселение

### Юргинский район
Административный центр — село Юргинское
- Сельские поселения:
  - Агаракское сельское поселение
  - Бушуевское сельское поселение
  - Володинское сельское поселение
  - Зоновское сельское поселение
  - Лабинское сельское поселение
  - Лесновское сельское поселение
  - Новотаповское сельское поселение
  - Северо-Плетневское сельское поселение
  - Шипаковское сельское поселение
  - Юргинское сельское поселение

### Ялуторовский район
Административный центр — город Ялуторовск
- Сельские поселения:
  - Асланинское сельское поселение
  - Беркутское сельское поселение
  - Заводопетровское сельское поселение
  - Зиновское сельское поселение
  - Ивановское сельское поселение
  - Карабашское сельское поселение
  - Киёвское сельское поселение
  - Коктюльское сельское поселение
  - Новоатьяловское сельское поселение
  - Памятнинское сельское поселение
  - Петелинское сельское поселение
  - Ревдинское сельское поселение
  - Сингульское сельское поселение
  - Старокавдыкское сельское поселение
  - Хохловское сельское поселение

### Ярковский район
Административный центр — село Ярково
- Сельские поселения:
  - Аксаринское сельское поселение
  - Гилёвское сельское поселение
  - Дубровинское сельское поселение
  - Иевлевское сельское поселение
  - Караульноярское сельское поселение
  - Маранское сельское поселение
  - Новоалександровское сельское поселение
  - Плехановское сельское поселение
  - Покровское сельское поселение
  - Сорокинское сельское поселение
  - Староалександровское сельское поселение
  - Усальское сельское поселение
  - Щетковское сельское поселение
  - Ярковское сельское поселение

## История
Согласно Указу Президиума Верховного Совета СССР от 14 августа 1944 года состояла из следующих районов: Абатский, Армизонский, Аромашевский, Байкаловский, Бердюжский, Вагайский, Велижанский, Викуловский, Голышмановский, Дубровинский, Исетский, Ишимский, Казанский, Маслянский, Нижнетавдинский, Новозаимский, Омутинский, Сорокинский, Тобольский, Тюменский, Уватский, Упоровский, Юргинский, Ялуторовский, Ярковский районы. Города областного подчинения: Ишим, Тобольск, Тюмень.
Указом Президиума Верховного Совета РСФСР от 9 июля 1960 года упразднён Байкаловский район. Указом Президиума Верховного Совета РСФСР от 28 апреля 1962 года упразднены Велижанский и Новозаимский районы. Указом Президиума Верховного Совета РСФСР от 1 февраля 1963 г. образованы укрупнённые сельские районы: Абатский, Бердюжский, Вагайский, Голышмановский, Ишимский, Казанский, Омутинский, Тобольский, Тюменский, Ялуторовский. Упразднены Армизонский, Аромашевский, Викуловский, Дубровинский, Исетский, Маслянский, Нижнетавдинский, Сорокинский, Уватский, Упоровский, Юргинский и Ярковский районы. г. Ялуторовск отнесен к городам областного подчинения. Указом Президиума Верховного Совета РСФСР от 4 марта 1964 года образован Нижнетавдинский сельский район.
Указом Президиума Верховного Совета РСФСР от 12 января 1965 года сельские районы преобразованы в районы. Дополнительно образованы Армизонский, Викуловский, Заводоуковский, Сладковский, Сорокинский, Уватский и Ярковский районы. Указом Президиума Верховного Совета РСФСР от 30 декабря 1966 года образованы Исетский и Упоровский районы. Указом Президиума Верховного Совета РСФСР от 9 декабря 1970 года образованы Аромашевский и Юргинский районы. 7 октября 1977 года в соответствии с вновь принятой Конституцией национальные округа получили статус автономных. Указом Президиума Верховного Совета РСФСР от 23 марта 1992 года г. Заводоуковск отнесён к городам областного подчинения.
На территории Тюменской области как субъекта РФ расположены Ханты-Мансийский и Ямало-Ненецкий автономные округа, которые получили статус равноправных субъектов Российской Федерации в 1993 году, но официально входят в состав Тюменской области.
Согласно постановлению Конституционного суда РФ, территория и население Тюменской области едины, органы государственной власти формируются всем населением области в соответствии с федеральными законами и договорами.